# Bårekulla
Bårekulla is een plaats in de gemeente Härryda in het landschap Västergötland en de provincie Västra Götalands län in Zweden. De plaats heeft 74 inwoners (2005) en een oppervlakte van 10 hectare. De plaats ligt vlak aan het meer Landvettersjön en wordt voornamelijk omringd door bos. De wat grotere plaats Landvetter ligt twee kilometer ten oosten van het dorp.

## Verkeer en vervoer
Bij de plaats lopen de Riksväg 27 en Riksväg 40.